# OLI-Modell
Das OLI-Modell oder OLI-Framework („OLI“ steht für Ownership, Location, and Internalization, deutsch Eigentümerschaft, Standort und Verinnerlichung) ist eine Theorie in der Wirtschaftswissenschaft. Es ist eine Weiterentwicklung der Internalisierungstheorie multinationaler Unternehmen und wurde 1979 von John H. Dunning veröffentlicht.

## Eigentumsvorteile
Spezifische Vorteile beziehen sich auf den Wettbewerbsvorteil eines Unternehmens, das ausländische Direktinvestitionen tätigen will. Je größer die Wettbewerbsvorteile der investierenden Firmen sind, desto mehr werden sie sich wahrscheinlich in ihrer Auslandsproduktion engagieren.

## Standortvorteile
Lokale Anreize beziehen sich auf die alternativen Länder oder Regionen, in denen die wertschöpfenden Aktivitäten multinationaler Unternehmen durchgeführt werden. Je mehr die immobilen, natürlichen oder geschaffenen Ressourcen, die die Unternehmen gemeinsam mit ihren eigenen Wettbewerbsvorteilen nutzen müssen, eine Präsenz an einem ausländischen Standort begünstigen, desto mehr Unternehmen werden sich dafür entscheiden, ihre spezifischen Vorteile durch ein Engagement in ausländische Direktinvestitionen zu vergrößern oder auszunutzen.

## Vorteile der Internalisierung
Firmen können die Schaffung und Nutzung ihrer Kernkompetenzen organisieren. Je größer die Nettovorteile der Internalisierung grenzüberschreitender Zwischenproduktmärkte sind, desto wahrscheinlicher wird ein Unternehmen es vorziehen, selbst im Ausland zu produzieren, anstatt das Recht dazu zu lizenzieren.